# (6572) Carson
(6572) Carson ist ein Asteroid des Hauptgürtels, der am 22. September 1938 von dem finnischen Astronomen Yrjö Väisälä an der Sternwarte der Universität Turku (Sternwarten-Code 062) entdeckt wurde.
Der Asteroid wurde auf Vorschlag von G. C. L. Aikman am 3. Mai 1996 nach der US-amerikanischen Zoologin, Biologin, Wissenschaftsjournalistin und Sachbuchautorin Rachel Carson (1907–1964) benannt, deren Hauptwerk Silent Spring (Der stumme Frühling) aus dem Jahr 1962 häufig als Ausgangspunkt der US-amerikanischen Umweltbewegung bezeichnet wird.